# Baia della Pomerania
La baia della Pomerania (in polacco: Zatoka Pomorska, in tedesco: Pommersche Bucht, in casciubo: Pòmòrskô Hôwinga) è un'insenatura del mar Baltico sud-occidentale, che bagna le coste della Polonia e della Germania.

## Geografia

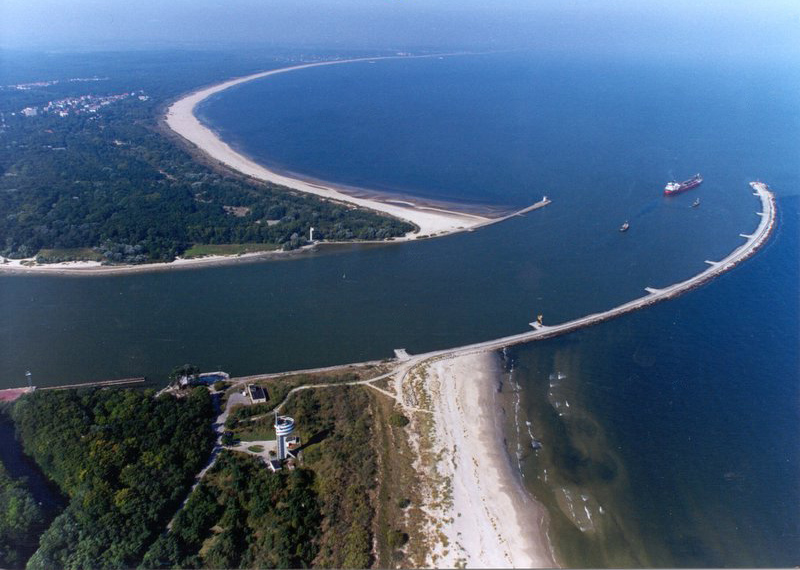
Lo sbocco del fiume Świna nella baia della Pomerania a Świnoujście, in Polonia.

A sud la baia è separata dalla laguna di Stettino e dall'estuario del fiume Oder dalle isole di Wolin e Usedom. Queste creano alle proprie estremità tre canali che rappresentano i bracci della foce dell'Oder: lo Dziwna, lo Świna e il Peenestrom. A nord la baia è generalmente delimitata dalla linea che unisce capo Arkona, sull'isola tedesca di Rügen, con il faro di Gąski a est di Kołobrzeg, in Polonia.
La profondità massima della baia è 20 m, ma in poche zone supera i 15 m. L'isobata dei 10 m è quasi parallela alla linea di costa ad una distanza variabile tra 1 e 2 NM, ad eccezione della foce dello Dziwna dove sono presenti diversi banchi di sabbia. Le coste della baia sono prevalentemente sabbiose caratterizzate da dune di sabbia, ma si possono incontrare anche scogliere e falesie, soprattutto nella zona attorno a Międzyzdroje.
La salinità è pari a circa 7,5-8‰. Nel 2006, la salinità media misurata nello strato superficiale delle acque è stata pari a 6,2‰, e nello strato inferiore di 7,3‰.
La baia della Pomerania è attraversata da vie navigabili che collegano il porto di Stettino, sul fiume Oder, con il mare aperto, passando per la laguna di Stettino: questa, originariamente poco profonda, ha subito lavori di scavo del fondale lungo le vie navigabili, per permettere ad imbarcazioni più grandi di raggiungere i porti di Świnoujście e Stettino.
Il principale immissario è il fiume Oder, attraverso i suoi bracci Dziwna, Świna e Peenestrom. Il flusso annuo è pari a circa 15–20 km³. Il livello del mare nella zona della baia ha subito parecchie variazioni nel corso degli anni per effetto di fattori periodici, quali maree o onde di sessa, e aperiodici, quali tempeste e variazioni di livello causate dal vento o da cambi di pressione atmosferica. Inoltre il livello delle acque è influenzato dalla portata degli immissari e dalla magnitudine degli effetti di evaporazione e precipitazione. Alcune misurazioni effettuate nella zona di Swinoujscie mostrano che il periodo di livello più basso corrisponde ai mesi primaverili, da marzo a maggio, ed il massimo tra luglio e settembre.
La baia della Pomerania raccoglie sia acque dolci che salate, che causando un'alta variabilità delle caratteristiche fisiche delle acque. Tuttavia, a causa delle limitata profondità e delle forti dinamiche delle correnti, non si verificano fenomeni di upwelling o downwelling.
I principali porti che sorgono sulle coste della baia sono:
- Stettino
- Świnoujście
- Kołobrzeg
- Dziwnów
- Usedom
- Wolgast

## Confine tra Germania e Polonia

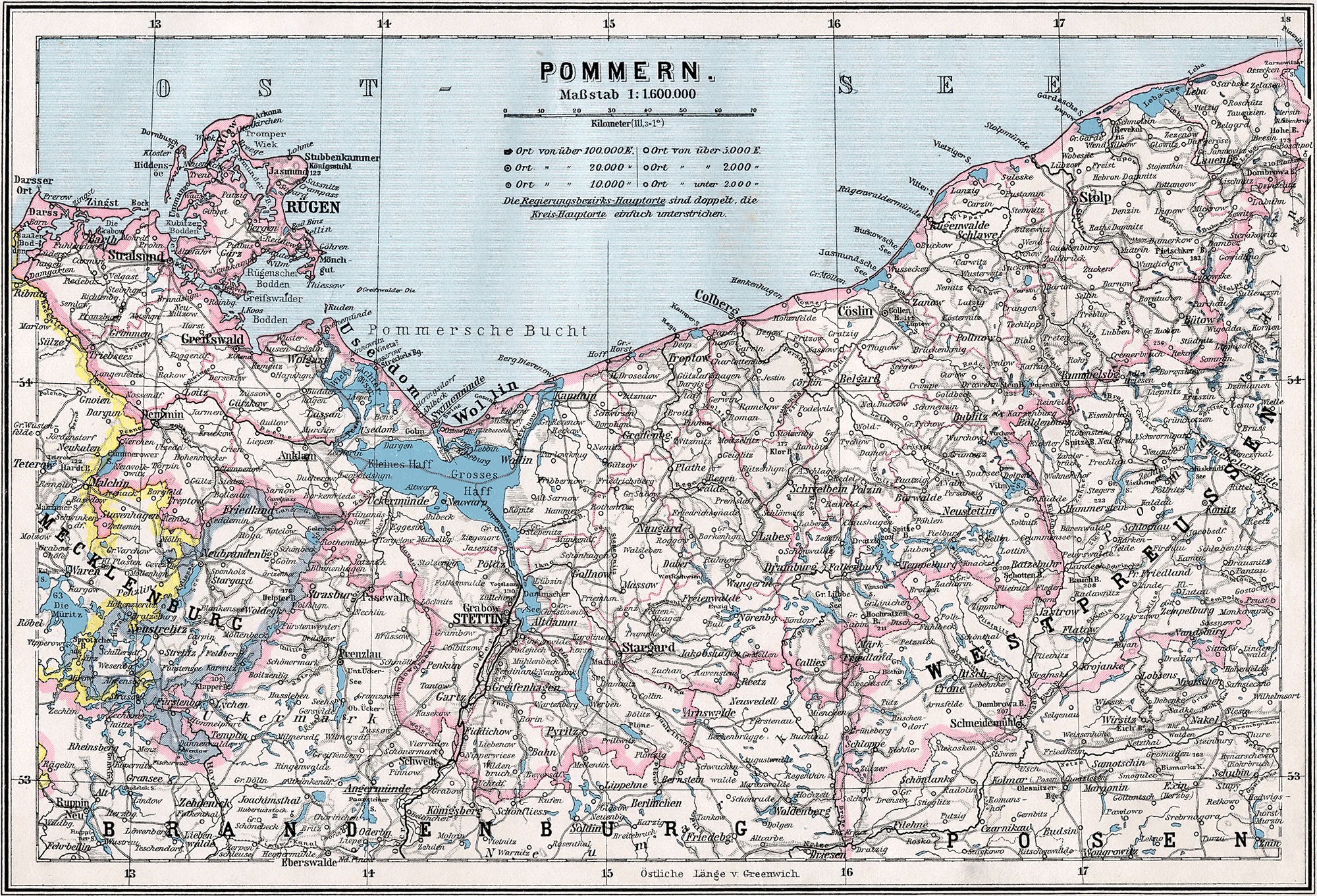
La Pomerania e la baia della Pomerania in una mappa del 1905.

L'attuale confine di Stato tra Germania e Polonia attraversa la baia della Pomerania, come la continuazione della linea Oder-Neiße. Il confine marino venne definito nel 1950 con il trattato di Zgorzelec, con il quale la Germania Est e la Polonia popolare riconoscevano la linea come confine. Questo fu ulteriormente ratificato dal trattato sul confine tedesco-polacco del 1990.
Nuovamente nel 1995 il consiglio dei ministri polacco reclamò l'accesso ad alcune aree della baia come territorio polacco. Nell'agosto del 2006, invece, il ministro dell'economia marina, Rafał Wiechecki, inviò una nota ufficiale contro una supposta violazione territoriale di una nave da guerra della marina militare tedesca nel corso di un'esercitazione nella baia della Pomerania.

## Ambiente

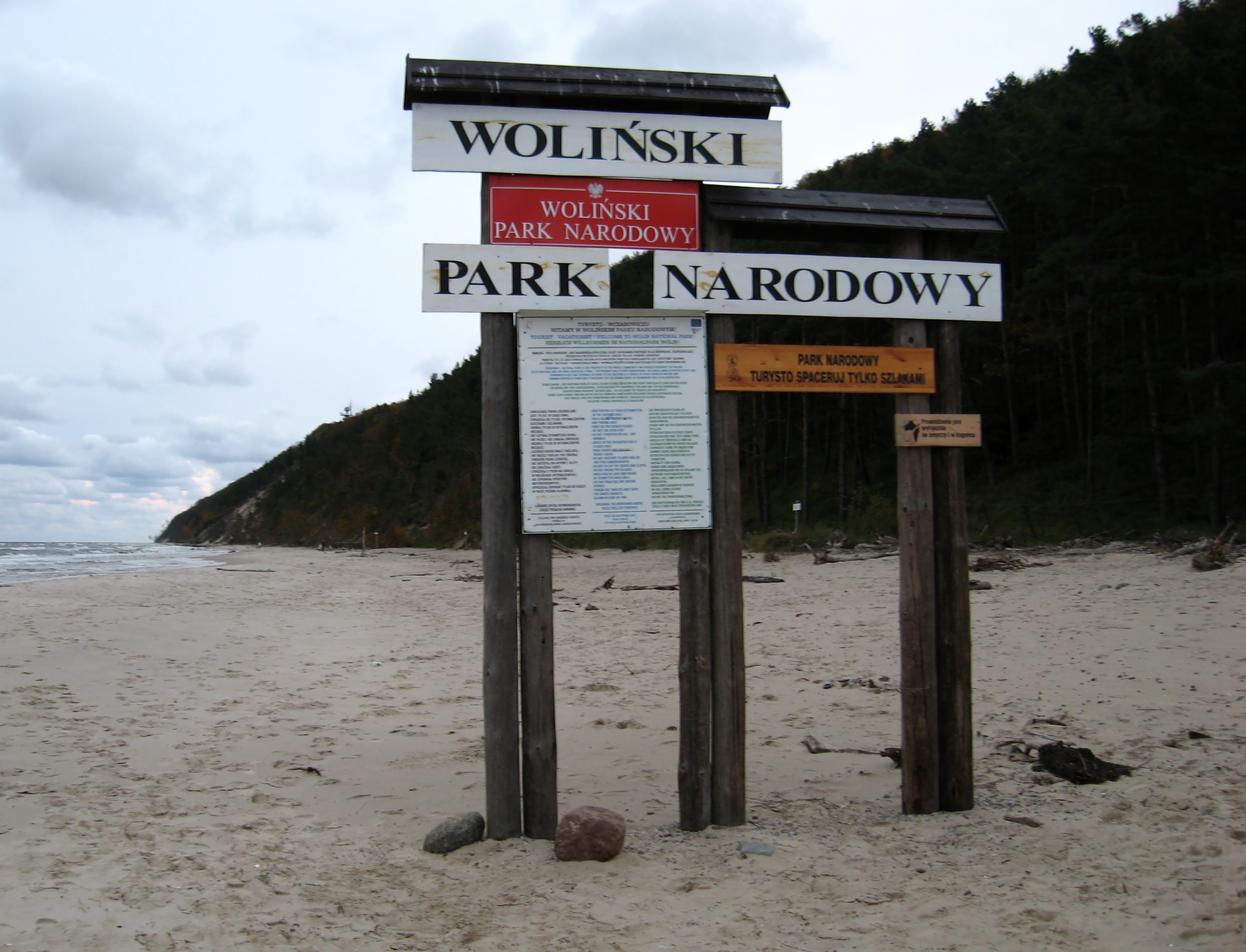
Il parco nazionale di Wolin, in Polonia.

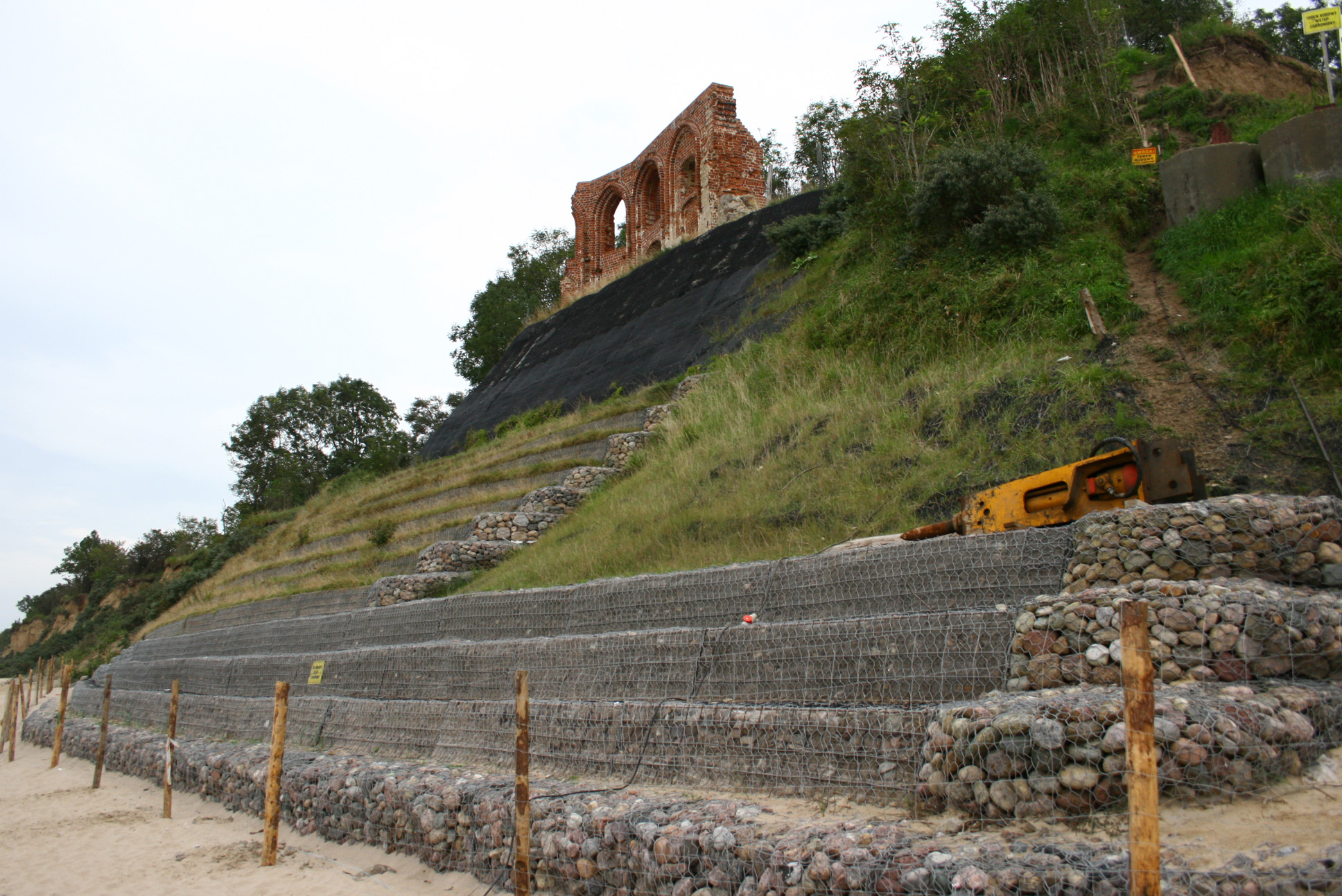
Le rovine della chiesa di Trzęsacz, nei pressi di Rewal in Polonia, risalente al XII secolo.

L'area attorno alla baia della Pomerania ospita diverse aree protette a tutela dell'ambiente. La riserva naturale della baia della Pomerania è un'area costiera situata nella zona economica esclusiva della Germania e si estende nella piattaforma continentale del mar Baltico ed è inquadrata come zone di protezione speciale per la tutela degli uccelli migratori.
Il parco nazionale di Wolin, situato sull'isola di Wolin in territorio polacco, comprende, tra l'altro un santuario del bisonte europeo.

## Turismo
La baia della Pomerania attrae principalmente un turismo estivo legato alle località balneari disseminate lungo le coste. In territorio tedesco si trovano le spiagge di Ahlbeck, Heringsdorf e Bansin, comprese nel comune di Heringsdorf, mentre nel tratto polacco sorgono Świnoujście e Międzyzdroje (Misdroy in tedesco).